# عبد الرحيم بورمضان
عبد الرحيم بورمضان عداء ألعاب قوى مغربي، ولد يوم فاتح يناير 1978 بفاس، و هو متخصص في سباق الماراثون. اعتبر حامل خامس أفضل توقيت في تاريخ الماراثون المغربي في يوليوز 2012.

## سيرته الرياضية
يتميز عبد الرحيم بورمضان بكونه من أكثر عدائي الماراثون المغاربة مواظبة على الحضور في التظاهرات الكبرى كبطولة العالم والألعاب الأولمبية، الا أن أهم نتائجه حققها في ماراثونات المدن الكبرى كماراثوني بوسطن ولندن.

## إنجازاته
| التاريخ | المسابقة                                      | المكان  | الرتبة | التوقيت        |
| ------- | --------------------------------------------- | ------- | ------ | -------------- |
| 2005    | الألعاب الفرانكوفونية 2005                    | النيجر  | 3      | 2 س 18 د 46 ث  |
| 2005    | بطولة العالم لألعاب القوى 2005                | هلسينكي | —      | لم يكمل السباق |
| 2007    | بطولة العالم لألعاب القوى 2007                | أوساكا  | 45     | 2 س 33 د 26 ث  |
| 2008    | ماراثون بوسطن                                 | بوسطن   | 2      | 2 س 9 د 4 ث    |
| 2008    | ألعاب القوى في الألعاب الأولمبية الصيفية 2008 | بيجين   | 26     | 2 س 17 د 42 ث  |
| 2011    | بطولة العالم لألعاب القوى 2011                | دايغو   | 4      | 2 س 10 د 55 ث  |

### أرقام شخصية
| المسابقة    | التوقيت      | المكان | التاريخ        |
| ----------- | ------------ | ------ | -------------- |
| نصف ماراثون | 1 س 3 د 47 ث | لشبونة | 20 مارس 2011   |
| ماراثون     | 2 س 7 د 33 ث | لندن   | 25 أبريل 20110 |

## وصلات خارجية
- عبد الرحيم بورمضان على موقع الاتحاد الدولي لألعاب القوى (الإنجليزية)
- عبد الرحيم بورمضان على موقع اللجنة الأولمبية الدولية (الإنجليزية)
- عبد الرحيم بورمضان على موقع أوليمبيديا (الإنجليزية)
- عبد الرحيم بورمضان على موقع اللجنة الأولمبية المغربية (الفرنسية)